# Francesco Albertini (politico)
Francesco Albertini (Gravellona Toce, 30 dicembre 1906 – Verbania, 17 dicembre 1996) è stato un politico italiano.

## Biografia
Francesco Albertini nasce a Gravellona Toce in provincia di Verbania nel 1906.
Già durante il regime fascista, milita nei gruppi comunisti clandestini dell'Università di Torino, subendo anche l'arresto nel 1932.
Nel dicembre del 1943, è tra gli organizzatori della Resistenza nell’Ossola. Imprigionato, è condotto in carcere a Torino, ma di qui deportato nel febbraio 1944 al campo di concentramento di Mauthausen, dove è immatricolato con il numero 53347.
Classificato come “Schutzhaftlinge” (prigioniero per motivi di sicurezza), è trasferito al sottocampo di Gusen, dove entra a far parte dell’organizzazione internazionale di resistenza. Sopravvive alle dure condizioni di prigionia fino all'arrivo delle truppe americane il 5 maggio 1945.
Rientrato in Italia in 29 giugno 1945, riprende la militanza politica, come consigliere provinciale di Novara. Nel 1958 e nel 1963 è eletto deputato per il PSI.
Nel 1963, è nominato senatore, ricoprendo anche l'incarico di vice presidente dell’Assemblea. Sottosegretario al Tesoro del 2º e 3º Governo Moro, sarà quindi anche deputato europeo.
Dirigente dell'ANED, nel 1982 ricorderà la sua esperienza di deportato nel saggio “Come e perché i Lager nazisti”.
Muore a Verbania nel 1996.